# 楊培琳
楊培琳（英語：Penny Yeung Pui Lam，2002年1月16日—），香港女藝人及《2021年度香港小姐競選》最上鏡小姐，現為無綫電視基本藝人合約藝員。

## 簡歷
楊培琳就讀香港中文大學風險管理學系，後參選2021年度香港小姐競選，獲頒最上鏡小姐獎項。

## 外部連結
- 楊培琳的Instagram帳戶
- 楊培琳Penny的新浪微博
- 2021香港小姐競選佳麗檔案 - 10號 楊培琳 Penny Yeung （页面存档备份，存于）

| 前任： 謝嘉怡 | 香港小姐競選最上鏡小姐 2021年 | 繼任： 梁超怡 |